# XXIe siècle
Le XXIe siècle, également orthographié 21e siècle, a officiellement commencé le 1er janvier 2001 et se terminera le 31 décembre 2100. C'est le siècle en cours.
Il s'étend entre les jours juliens 2 451 910,5 et 2 488 434,5,.

## Calendrier
Tableau des types d'années
| Décennies | … 0 | … 1 | … 2 | … 3 | … 4 | … 5 | … 6 | … 7 | … 8 | … 9 |
| --------- | --- | --- | --- | --- | --- | --- | --- | --- | --- | --- |
| 200 …     | BA  | G   | F   | E   | DC  | B   | A   | G   | FE  | D   |
| 201 …     | C   | B   | AG  | F   | E   | D   | CB  | A   | G   | F   |
| 202 …     | ED  | C   | B   | A   | GF  | E   | D   | C   | BA  | G   |
| 203 …     | F   | E   | DC  | B   | A   | G   | FE  | D   | C   | B   |
| 204 …     | AG  | F   | E   | D   | CB  | A   | G   | F   | ED  | C   |
| 205 …     | B   | A   | GF  | E   | D   | C   | BA  | G   | F   | E   |
| 206 …     | DC  | B   | A   | G   | FE  | D   | C   | B   | AG  | F   |
| 207 …     | E   | D   | CB  | A   | G   | F   | ED  | C   | B   | A   |
| 208 …     | GF  | E   | D   | C   | BA  | G   | F   | E   | DC  | B   |
| 209 …     | A   | G   | FE  | D   | C   | B   | AG  | F   | E   | D   |

## Évènements
Les événements d'importance mondiale et liés à un pays ou à un continent sont également repris de manière succincte dans la partie continentale.

### Monde

#### Années 2000
- 2001 :
  -  11 septembre : attentats sur les tours jumelles du World Trade Center à Manhattan (New York) et sur le Pentagone, siège du département de la Défense, à Washington DC. Ils font 2 977 morts et environ 6 000 blessés.
  -  7 octobre : début de la guerre d'Afghanistan. Elle s'inscrit dans la « guerre contre le terrorisme » déclarée par l'administration Bush à la suite des attentats du 11 septembre. La guerre se termine le 30 août 2021.

- 2002 :
  -  26 août-4 septembre : sommet mondial sur le développement durable, dit Sommet de la Terre de Johannesbourg réunit plus de cent chefs d'État et environ 60 000 personnes, et vise à faire le bilan du précédent Sommet de la Terre tenu à Rio de Janeiro en 1992.

- 2003 :
  -  20 mars : début de la Guerre d'Irak, dite seconde guerre du Golfe. Elle débute avec l'invasion de l'Irak par une coalition menée par les États-Unis contre le parti Baas de Saddam Hussein ; l'invasion conduit à la défaite rapide de l'armée irakienne, à l'arrestation et à l'exécution le 30 décembre 2006 de Saddam Hussein et à la mise en place d'un nouveau gouvernement. La guerre se termine le 18 décembre 2011 par le retrait des forces américaines.

- 2004 :
  -  26 décembre : séisme de magnitude 9,1 se déclenche dans l'Océan Indien et provoque un tsunami, qui fait plus de 250 000 victimes sur tout le pourtour de l'Océan Indien, et notamment en Asie du Sud-Est et en Inde.

- 2007 :
  -  juillet : crise des subprimes, crise financière qui a touché le secteur des prêts hypothécaires à risque (en anglais : subprime mortgage) aux États-Unis. La crise constitue le premier stade de la crise financière mondiale de 2007-2008.

- 2008 :
  -  24 février : Raúl Castro succède à Fidel Castro à la tête de Cuba.
  -  8-24 août : jeux olympiques d'été à Pékin. Ils  sont l'occasion de remettre la question des droits de l'homme au Tibet sur la scène internationale, avant de nombreuses manifestations et menaces de boycott.
  -  septembre : début de la crise bancaire et financière de l'automne 2008. Elle constitue le deuxième stade de la crise financière mondiale de 2007-2008.
  -  4 novembre : Barack Obama devient le premier Afro-Américain à accéder à la présidence des États-Unis.
  -  : Grande Récession. La majorité des pays occidentaux engagent une politique de relance et de sauvetage de leurs banques, mais ces dernières finissent par tirer parti du rebond du commerce mondial. Aux États-Unis, au Japon et en Europe, les États sont paralysés par une crise de leur dette, qui a explosé durant l'opération de sauvetage des banques.

- 2009 :
  -  16 juin : 1er sommet des BRIC (Brésil, Russie, Inde, Chine) à Iekaterinbourg en Russie.

#### Années 2010
- 2010 :
  -  12 janvier : séisme en Haïti de magnitude 7, suivi d'une seconde secousse le 20 janvier. Ils font entre 250 000 et 300 000 victimes.
  -  17 décembre : début du Printemps arabe, ensemble de contestations populaires, d'ampleur et d'intensité très variable, qui se produisent dans de nombreux pays du monde arabe et qui font des milliers de morts et de blessés. Le mouvement de protestations commence en Tunisie par l'immolation de Mohamed Bouazizi à Sidi Bouzid qui déclenche des manifestations massives et répétées, où les manifestants affrontent les forces de l'ordre qui leur tirent dessus. Le mouvement se termine mi 2012 (voir chronologie du Printemps arabe).
  -  24 décembre : l'Afrique du Sud rejoint le groupe des BRIC qui devient les BRICS.

- 2011 :
  -  15 février : début de la Première guerre civile libyenne.
  -  11 mars :
    - Séisme au Japon de magnitude 8,9. Le séisme et le tsunami provoqué par lui, font plus de 18 000 victimes.
    - Accident nucléaire de Fukushima à la centrale nucléaire de Fukushima Daiichi créé par le tsumani.

  -  15 mars : début de la guerre civile syrienne qui fait plus de 126 000 morts.
  -  19 mars : début de l'intervention militaire multinationale en Libye sous l'égide de l'ONU. L'intervention se termine le 31 octobre.
  -  2 mai : Oussama ben Laden, terroriste d'origine saoudienne recherché pour sa participation aux attentats du 11 septembre 2001, est abattu à sa résidence d'Abbottabad (Pakistan) lors d'une opération menée par les forces spéciales américaines.
  -  15 mai : début du Mouvement des Indignés en Espagne.
  -  9 juillet : indépendance du Soudan du Sud.
  -  17 septembre-15 novembre : Occupy Wall Street aux États-Unis, mouvement de manifestation de contestation pacifique dénonçant les abus du capitalisme.
  -  20 octobre : mort de Mouammar Kadhafi.
  -  23 octobre : le président du CNT Moustapha Abdel Jalil proclame à Benghazi la « libération » de la Libye, mettant officiellement fin à la guerre civile qui dure depuis huit mois.
  -  4 décembre : élections législatives russes. Ces élections font l'objet de contestations et de manifestations.
  -  17 décembre : le dictateur nord-coréen Kim Jong-il meurt d'un arrêt cardiaque. Son fils cadet Kim Jong-un, choisi pour son radicalisme et son nationalisme, lui succède.
  -  18 décembre : fin de la Guerre d'Irak qui a débuté le 20 mars 2003.

- 2012 :
  -  7 mars : en Russie, Vladimir Poutine reprend le pouvoir après une élection présidentielle très contestée.
  -  6 août : Mars Science Laboratory se pose sur Mars et le robot Curiosity commence à explorer la « planète rouge ».
  -  4 novembre : Barack Obama est réélu président des États-Unis.

- 2013 :
  -  5 décembre : décès de Nelson Mandela.

- 2014 :
  -  2014 : la Chine devient la première puissance économique mondiale selon le FMI.
  -  20 février-28 mars : Annexion de la Crimée par la Russie.
  -  6 avril : Guerre du Donbass.

- 2015 :
  -  7-9 janvier : attentats en France qui touchent le journal Charlie Hebdo, une fusillade à Montrouge et le magasin Hyper Cacher de la porte de Vincennes. Ces attentats font dix-sept victimes (hors terroristes), onze membres de la rédaction de Charlie Hebdo, deux policiers et quatre victimes au magasin Hyper Cacher.
  -  10-11 janvier : à la suite des attentats, de grandes manifestations se déroulent partout en France. Le nombre total de manifestants à travers la France est estimé à plus de 4 millions sur les deux journées. Quarante-quatre dirigeants de divers pays participent au cortège parisien du 11 janvier.
  -  13 novembre : attentats revendiqués par l'État islamique. Le premier commando entre en action près du stade de France, le second groupe intervient dans plusieurs rues des 10e et 11e arrondissements de Paris, le troisième groupe arrive à la salle de spectacle du Bataclan (11e arrondissement). Ces attentats sont les plus meurtriers perpétrés en France depuis la Seconde Guerre mondiale. Le bilan est de 130 morts et 413 blessés dont 99 grièvement. (voir chronologie des attentats et de leurs conséquences)
  -  28-29 novembre : premières marche pour le climat dans plus de 175 pays. Les inquiétudes à propos du réchauffement climatique gagnent de l'ampleur.
  -  30 novembre-12 décembre : conférence de Paris sur les changements climatiques (dite COP21).

- 2019 :
  -  16 novembre : début de la pandémie de Covid-19 à Wuhan en Chine liée au coronavirus SARS-CoV-2 (voir chronologie de la pandémie de Covid-19).

#### Années 2020
- 2020 :
  -  9 janvier : l'OMS lance une alerte internationale (voir chronologie de la pandémie de Covid-19).
  -  9 mars : l'Italie décide de mettre tout le pays en confinement et ses 60 millions d'habitants. C'est la première fois dans l'histoire qu'une quarantaine bloque tout un pays dans un contexte épidémique.
  -  20 mai : meurtre de George Floyd à Minneapolis aux États-Unis à la suite de son interpellation par plusieurs policiers. Des manifestations et émeutes débutent aux États-Unis et dans le monde et le mouvement Black Lives Matter y joue un rôle important.

- 2021 :
  -  30 août : retrait des troupes américaines d'Afghanistan et fin de la guerre d'Afghanistan qui a débuté le 7 octobre 2001.
  -  2 décembre : le Royaume-Uni approuve un premier vaccin contre la Covid-19, le vaccin Pfizer-BioNTech.

- 2022 :
  -  24 février : la Russie, présidée par  Vladimir Poutine, envahit l'Ukraine dans un contexte de haute tension entre ces deux pays et ses alliés. Les principales villes du pays sont bombardées et une mobilisation internationale prend forme pour soutenir l'Ukraine et le gouvernement de Volodymyr Zelensky, et assurer une solidarité européenne face à l'afflux de réfugiés fuyant le pays. Cette attaque militaire est considérée comme la plus importante qu'ait connue l'Europe depuis la fin de la Seconde Guerre mondiale (voir chronologie de l'invasion de l'Ukraine par la Russie).

- 2023 :
  -  5 mai : le directeur général de l'OMS déclare la fin de la pandémie de Covid-19 en tant qu'urgence de santé publique de portée internationale, soulignant que cela ne signifie pas que la maladie n'est plus une menace mondiale. La pandémie a coûté la vie à plus de 7 millions de personnes dans le monde.
  -  7 octobre : attaque du Hamas contre Israël.
  -  27 octobre : début de l'offensive terrestre israélienne dans la bande de Gaza.

### Continents

#### Afrique
- 26 février 2003 : début de la guerre du Darfour dans l'ouest du Soudan. Les origines du conflit sont anciennes et liées aux tensions ethniques qui débouchent sur le premier conflit du Darfour de 1987. Plusieurs pays soupçonnent que ce conflit couvre un génocide ayant fait environ 300 000 morts et 2,7 millions de déplacés dont 230 000 réfugiés au Tchad. Le conflit prend fin le 3 octobre 2020, par la signature d'un traité de paix entre la majeure partie des belligérants (voir chronologie de la guerre du Darfour).
- 17 décembre 2010 : Printemps arabe → voir ci-dessus.
- 24 décembre 2010 : l'Afrique du Sud rejoint le groupe des BRIC → voir ci-dessus.
- 15 février 2011 : première guerre civile libyenne → voir ci-dessus.
- 19 mars 2011 : intervention militaire multinationale en Libye → voir ci-dessus.
- 9 juillet 2011 : indépendance du Soudan du Sud → voir ci-dessus.
- 20 octobre 2011 : Mort de Mouammar Kadhafi → voir ci-dessus.
- 23 octobre 2011 : fin à la Première guerre civile libyenne → voir ci-dessus.
- 5 décembre 2013 : décès de Nelson Mandela → voir ci-dessus.
- 3 octobre 2020 : fin de la guerre du Darfour dans l'ouest du Soudan.

#### Amérique
- 11 septembre 2001 : Attentats du 11 septembre 2001 → voir ci-dessus.
- 7 octobre 2001 : guerre d'Afghanistan → voir ci-dessus.
- 20 mars 2003 : Guerre d'Irak → voir ci-dessus.
- juillet 2007 : Crise des subprimes → voir ci-dessus.
- 24 février 2008 : Raúl Castro succède à Fidel Castro → voir ci-dessus.
- 4 novembre 2008 : Barack Obama devient Président des États-Unis → voir ci-dessus.
- 12 janvier 2010 : Séisme de 2010 en Haïti → voir ci-dessus.
- 17 septembre-15 novembre 2011 : Occupy Wall Street aux États-Unis → voir ci-dessus.
- 4 novembre 2012 : Barack Obama est réélu président des États-Unis → voir ci-dessus.
- 20 mai 2020 : Meurtre de George Floyd aux États-Unis → voir ci-dessus.

#### Asie: zone duMoyen-Orient
- 20 mars 2003 : Guerre d'Irak → voir ci-dessus.
- 12 juillet-14 août 2006 : conflit israélo-libanais. Le conflit débute le 12 juillet à la suite de tirs de roquettes sur le territoire israélien puis l'envoi d'un commando du Hezbollah en Israël qui tue 8 soldats et en kidnappe d'autres. Après plus de 33 jours de combats, plusieurs centaines de morts parmi les militaires et plus d'un millier de morts parmi les civils, une trêve correspondant à la résolution 1701 de l'ONU intervient le 11 août.
- 17 décembre 2010 : Printemps arabe → voir ci-dessus.
- 15 mars 2011 : guerre civile syrienne → voir ci-dessus.
- 18 décembre 2011 : fin de la Guerre d'Irak → voir ci-dessus.
- 7 octobre 2023 : attaque du Hamas contre Israël de 2023 → voir ci-dessus.
- 27 octobre 2023 : offensive terrestre israélienne de 2023-2024 dans la bande de Gaza → voir ci-dessus.

#### Asie: autres zones
- 7 octobre 2001 : guerre d'Afghanistan → voir ci-dessus.
- 26 décembre 2004 : Séisme et tsunami de 2004 dans l'océan Indien → voir ci-dessus.
- 11 mars 2011 : séisme de la côte Pacifique du Tōhoku et accident nucléaire de Fukushima → voir ci-dessus.
- 2 mai 2011 : Oussama ben Laden est abattu au Pakistan → voir ci-dessus.
- 17 décembre 2011 : décès du dictateur nord-coréen Kim Jong-il → voir ci-dessus.
- 2011 : la Chine devient la deuxième puissance mondiale et entre en concurrence avec les États-Unis.
- juin 2013 : Inondation dans le nord de l'Inde (en). La mousson d'hiver arrive avec deux semaines en avance en Inde. Elle dévaste les états de l'Uttarakhand et l'est de l'Himachal Pradesh, tous deux situé dans l'Himalaya. Cette arrivée en avance de la mousson fait plus de 5 000 morts. À peu près 4 000 d'entre eux étaient des pèlerins se rendant dans les villes de Kedarnath et Badrinath dans l'Uttarakhand en raison de ses nombreux lieux de pèlerinage. Seulement 20 personnes ont péri durant cette catastrophe dans l'Himachal Pradesh. Cette catastrophe est la plus meurtrière que l'Inde ait connue après le séisme et tsunami de 2004.
- 2014 : la Chine devient la première puissance économique mondiale → voir ci-dessus.
- 16 novembre 2019 : début de la pandémie de Covid-19 en Chine → voir ci-dessus.
- 30 août 2021 : retrait des troupes américaines d'Afghanistan → voir ci-dessus.

#### Europe
- 2002 :
  -  1er janvier : passage à l'euro sous forme de monnaie fiduciaire. La zone euro est alors constituée de 12 pays : Allemagne, Autriche, Belgique, Espagne, Finlande, France, Grèce, Irlande, Italie, Luxembourg, Pays-Bas et Portugal. Le passage à l'euro sous forme de monnaie scripturale (pour les échanges entre banques) a eu lieu le 1er janvier 1999.

- 2003 :
  -  août : canicule européenne, événement climatique d'ampleur exceptionnelle survenu de juin 2003 à août 2003 et marqué par de nombreux records de température au cours de la première quinzaine d'août. Elle a causé en Europe plus de 40 000 décès.

- 2004 :
  -  1er mai : Chypre, l'Estonie, la Hongrie, la Lettonie, la Lituanie, Malte, la Pologne, la Slovaquie, la Slovénie et la Tchéquie rejoignent l'Union européenne.
  -  29 octobre : le traité établissant une Constitution pour l'Europe (TCE) est adopté à Rome par les chefs d'État et de gouvernement de l'Union européenne.

- 2005 :
  -  29 mai : référendum français sur le  TCE qui est rejeté par près de 55 % des votants.
  -  1er juin : référendum néerlandais sur le  TCE qui est rejeté par près de 62 % des votants.
  -  27 octobre-17 novembre : les émeutes dans les banlieues françaises sont des émeutes commencent à Clichy-sous-Bois à la suite de la mort de deux adolescents électrocutés dans l'enceinte d'un poste électrique alors qu'ils cherchent à échapper à un contrôle de police. Au total, on compte 2 921 personnes interpellées et trois morts parmi la population, ainsi que des importantes dégradations d'infrastructures et de matériel.

- 2007 :
  -  1er janvier : la Bulgarie et la Roumanie rejoignent l'Union européenne.

- 2008 :
  -  17 février : le parlement du Kosovo proclame unilatéralement l'indépendance du territoire.

- 2010 :
  -  2 mai : pour conjuguer la crise de la dette publique grecque, un accord est trouvé par les pays de la zone euro, le FMI et le gouvernement grec qui prévoit des prêts conditionnés à des ajustements structurels. Depuis 2010, 260 milliards d'euros ont été prêtés au pays

- 2011 :
  -  15 mai : Mouvement des Indignés en Espagne → voir ci-dessus.
  -  4 décembre : élections législatives russes → voir ci-dessus.

- 2012 :
  -  7 mars : élection présidentielle russe → voir ci-dessus.

- 2013 :
  -  1er juillet : la Croatie rejoint l'Union européenne.
  -  21 novembre : début du mouvement Euromaïdan en Ukraine qui se traduit par d'importantes manifestations pro-européennes à la suite de la décision du gouvernement Azarov, sous la présidence de Viktor Ianoukovytch, de ne pas signer l'accord d'association entre l'Ukraine et l'Union européenne au profit d'un accord avec la Russie.

- 2014 :
  -  18 septembre : le référendum sur l'indépendance de l'Écosse est un référendum d'autodétermination de l'Écosse organisé conformément à l'accord d'Édimbourg de 2012 signé par le Premier ministre britannique David Cameron et le Premier ministre écossais Alex Salmond. La question posée aux Écossais est « L'Écosse devrait-elle être un pays indépendant ? ». 55 % des votants sont défavorables à l'indépendance.

- 2015 :
  -  7-9 janvier : attentats de janvier 2015 en France → voir ci-dessus.
  -  10-11 janvier : manifestations des 10 et 11 janvier 2015 → voir ci-dessus.
  -  13 novembre : attentats du 13 novembre 2015 en France → voir ci-dessus.

- 2016 :
  -  23 juin : référendum sur l'appartenance du Royaume-Uni à l'Union européenne. Les citoyens britanniques votent à 51,89 % le retrait.
  -  14 juillet : attentat à Nice, revendiqué par l'État islamique, 86 morts et plus de 200 blessés dont 18 graves. Le chauffeur d’un camion a foncé à 90 km/h sur la foule massée sur la Promenade des Anglais à Nice à l’occasion de la fête nationale française, vers 23 heures. 30 000 personnes assistaient au feu d’artifice.
  -  22 mars : attentats à Bruxelles en Belgique par une série de trois attentats-suicide à la bombe : deux à l'aéroport de Bruxelles à Zaventem et le troisième à Bruxelles, dans une rame du métro à la station Maelbeek, dans le quartier européen. Le bilan définitif fait état de 35 morts (hors kamikazes) et 340 blessés.

- 2017 :
  -  1er octobre : le référendum sur l'indépendance de la Catalogne est un référendum d'autodétermination de la Catalogne à l'initiative du gouvernement de Catalogne et approuvé par le parlement de Catalogne. Il est suspendu par le tribunal constitutionnel espagnol qui le déclare illégal. Les opérations de vote ont lieu dans un contexte tendu qui donne lieu à des violences, faisant de nombreux blessés, notamment lors des évacuations de force de plusieurs bureaux de vote par la police. 90 % des votants sont favorables à l'indépendance.

- 2018 :
  -  17 novembre : début du mouvement des Gilets jaunes, mouvement de protestation non structuré et apparu en France. La contestation s'organise autour de blocages illégaux de routes et ronds-points et de manifestations tous les samedis. Face à l'ampleur du mouvement, qui implique 3 millions de manifestants, le gouvernement renonce à la hausse de la TICPE et annonce des mesures, entérinées par la loi portant mesures d'urgence économiques et sociales, puis lance le grand débat national, à l'issue duquel il annonce notamment une baisse d'impôts pour les classes moyennes et la réindexation des petites retraites.

- 2019 :
  -  12 février-12 juin : procès des indépendantistes catalans à Madrid. Le verdict est rendu le 14 octobre.

- 2020 :
  -  31 janvier : le Royaume-Uni se retire de l'Union européenne.

- 2022 :
  -  24 février : invasion de l'Ukraine par la Russie → voir ci-dessus.

- 2024 :
  -  14 janvier : la reine Margrethe II du Danemark, reine depuis 1972, abdique en faveur de son fils Frederik X.

## Personnalités
(août 2024).
- Si vous ne connaissez pas le sujet, laissez ce bandeau (vous pouvez alors contacter les auteurs).
- Si vous supprimez le contenu mis en cause (vous pouvez préalablement contacter les auteurs),

argumentez précisément cette suppression dans la page de discussion
(un manque de référence n'est pas un argument ; une recherche réelle de référence doit avoir été effectuée, être formellement documentée).

### Années 2000

#### Personnalités politiques
- Allemagne : Angela Merkel
- Argentine : Néstor Kirchner, Cristina Fernández de Kirchner
- Brésil : Lula Da Silva, Dilma Rousseff
- Chili : Michelle Bachelet
- Chine : Jiang Zemin, Hu Jintao, Xi Jingping
- Corée du Nord : Kim Jong-il
- Espagne : José María Aznar, José Luis Rodríguez Zapatero
- États-Unis : George W. Bush, Barack Obama
- France : Jacques Chirac, Nicolas Sarkozy
- Inde : Manmohan Singh
- Irak : Saddam Hussein
- Israël : Ariel Sharon
- Italie : Silvio Berlusconi, Romano Prodi
- Pakistan : Benazir Bhutto
- Palestine : Yasser Arafat
- Royaume-Uni : Tony Blair
- Russie : Vladimir Poutine
- Syrie : Bachar el-Assad
- Turquie : Recep Tayyip Erdoğan
- Ukraine : Viktor Iouchtchenko
- Vatican : Jean-Paul II, Benoît XVI
- Venezuela : Hugo Chávez

#### Autres personnalités
- Arabie saoudite : Oussama ben Laden
- Barbade : Rihanna
- Canada :  Avril Lavigne, Nelly Furtado
- États-Unis :  Michael Jackson, Bill Gates, Johnny Depp, Madonna, Mark Zuckerberg, Steve Jobs, Eminem, Britney Spears, Christina Aguilera, Justin Timberlake
- Nouvelle-Zélande : Peter Jackson

### Années 2010

#### Personnalités politiques
- Argentine: Cristina Fernández de Kirchner, Mauricio Macri, Alfonso Prat-Gay, Gabriela Michetti, Daniel Scioli
- Brésil  : Lula da Silva, Dilma Rousseff, Michel Temer, Jair Bolsonaro
- Canada : Stephen Harper, Justin Trudeau
- Chine : Xi Jinping
- Corée du Nord : Kim Jong-il,  Kim Jong-un
- Égypte : Hosni Moubarak, Mohamed Morsi, Abdel Fattah al-Sissi
- Espagne : Artur Mas, Mariano Rajoy, Pedro Sánchez, Felipe VI, Letizia Ortiz
- États-Unis : Hillary Clinton, Barack Obama, Donald Trump
- France : Nicolas Sarkozy, François Hollande, Manuel Valls, Emmanuel Macron, Jean-Luc Mélenchon, Marine Le Pen
- Grèce : Aléxis Tsípras
- Inde : Manmohan Singh, Narendra Modi
- Indonésie : Joko Widodo
- Iran : Hassan Rohani, Ali Khamenei
- Israël : Benyamin Netanyahou
- Italie : Matteo Renzi, Giuseppe Conte
- Libye : Mouammar Kadhafi, Fayez el-Sarraj
- Mexique : Enrique Peña Nieto
- Royaume-Uni : Élisabeth II, David Cameron, Theresa May, Boris Johnson
- Russie : Dmitri Medvedev, Vladimir Poutine
- Syrie : Bachar el-Assad
- Tunisie : Zine el-Abidine Ben Ali, Béji Caïd Essebsi
- Turquie : Recep Tayyip Erdoğan, Ahmet Davutoğlu
- Ukraine : Viktor Iouchtchenko, Viktor Ianoukovytch, Petro Porochenko, Volodymyr Zelensky
- Vatican : Benoît XVI, François
- Venezuela : Hugo Chávez, Nicolás Maduro, Juan Guaidó

#### Autres personnalités
- Arabie saoudite : Jamal Khashoggi
- Argentine : Martina Stoessel (Violetta (série télévisée))
- Barbade : Rihanna
- Canada : Ricken Patel, Drake, Justin Bieber
- République démocratique du Congo : Denis Mukwege
- Corée du Sud : Park Jae-Sang, BTS, Blackpink
- États-Unis : George R. R. Martin, Edward Snowden, Elon Musk, Harvey Weinstein, Ariana Grande, Selena Gomez, Emma Stone, Lady Gaga, Miley Cyrus, Jennifer Lopez, Taylor Swift, Beyoncé, Katy Perry
- France : Johnny Hallyday, David Guetta, Kylian Mbappé, Didier Deschamps
- Royaume-Uni : Peter Higgs, J. K. Rowling, One Direction, Adele, Ed Sheeran, Emma Watson
- Pakistan : Malala Yousafzai
- Porto Rico : Luis Fonsi
- Suède : Greta Thunberg

### Années 2020

#### Personnalités politiques
- Afghanistan : Haibatullah Akhundzada
- Allemagne : Olaf Scholz
- Brésil : Jair Bolsonaro, Lula Da Silva
- Canada : Justin Trudeau
- Chine : Xi Jinping
- Corée du Nord : Kim Jong-un
- Égypte : Abdel Fattah al-Sissi
- Espagne : Pedro Sánchez, Felipe VI, Letizia Ortiz
- États-Unis : Joe Biden, Kamala Harris, Donald Trump
- France : Emmanuel Macron, Marine Le Pen, Jean-Luc Mélenchon
- Inde : Narendra Modi
- Israël : Benyamin Netanyahou, Naftali Bennett
- Italie : Giuseppe Conte, Mario Draghi, Giorgia Meloni
- Mexique : Andrés Manuel López Obrador, Claudia Sheinbaum
- Roumanie : Klaus Iohannis
- Royaume-Uni : Élisabeth II, Boris Johnson, Charles III
- Russie : Vladimir Poutine
- Salvador : Nayib Bukele
- Syrie : Bachar el-Assad
- Turquie : Recep Tayyip Erdoğan
- Ukraine : Volodymyr Zelensky
- Vatican : François, Léon XIV
- Venezuela : Nicolás Maduro, Juan Guaidó

#### Autres personnalités
- Éthiopie : Tedros Adhanom Ghebreyesus (OMS)

## Inventions, découvertes, introductions, problèmes
- Si vous ne connaissez pas le sujet, laissez ce bandeau (vous pouvez alors contacter les auteurs).
- Si vous supprimez le contenu mis en cause (vous pouvez préalablement contacter les auteurs),

argumentez précisément cette suppression dans la page de discussion
(un manque de référence n'est pas un argument ; une recherche réelle de référence doit avoir été effectuée, être formellement documentée).
- Accélération et confirmation du réchauffement climatique de source anthropique.
- Diffusion progressive dans le monde des principes du développement durable et de la responsabilité sociétale.
- Développement et miniaturisation d'appareils électroniques ; abandon des tubes cathodiques grâce au développement des écrans plats.
- Généralisation des téléphones portables.
- Développement d'Internet et de l'informatique grand public ; dans les pays développés, l'ordinateur devient un élément plus essentiel dans le foyer qu'une télévision. Avec le développement des appareils mobiles (smartphones, tablettes), puis des objets connectés, l'informatique devient ubiquitaire, modifiant les modes de communication oraux et textuels, l'organisation des tâches, et les relations sociales avec le développement des services de réseautage social en ligne. L'accès aux connaissances devient immédiat et quasiment gratuit pour une part grandissante de la population mondiale (moteurs de recherche, encyclopédies en ligne, MOOCs).
- Développement de la robotique et naissance de la robotique humanoïde.
- Développement de technologies d'intelligence artificielle, en vue notamment de la voiture autonome.
- Développement de la théorie des réseaux complexes : des personnes ou des systèmes biologiques ne sont pas liés de façon aléatoire, mais présentent de très nombreuses propriétés communes (applications au commerce, à l'informatique, à la biologie et en particulier à l'Épidémiologie).
- Premières greffes du visage, premières implantations de cœur artificiel chez l'humain, améliorations des prothèses.
- Depuis décembre 2019, le coronavirus SARS-CoV-2 débute à Wuhan, en Chine et en fin janvier 2020, l'épidémie de COVID-19 a commencé en se diffusant dans le reste du monde et l'Europe est devenue le centre de la pandémie début mars. Cela entraîne le confinement des populations entières en quarantaine et la fermeture de frontières. Depuis le déconfinement, le port du masque est obligatoire dans les lieux publics clos, et à l'extérieur lorsque la distance sociale ne peut pas être respectée.

## Évènements astronomiques advenus ou prévus

### Liste des longues éclipses solaires centrales
- 22 juillet 2009 : éclipse totale[3] (6 min 39 s) du saros 136 ; la plus longue du siècle.
- 15 janvier 2010 : éclipse annulaire[4] (11 min 08 s) du saros 141 ; la plus longue du siècle et du millénaire.
- 12 aout 2026 : éclipse totale[5] (6 min 23 s) du saros 136.
- 2 aout 2027 : éclipse totale[5] (6 min 23 s) du saros 136.
- 26 janvier 2028 : éclipse annulaire[6] (10 min 27 s) du saros 141.
- 12 aout 2045 : éclipse totale
- 5 février 2046 : éclipse annulaire[7] (9 min 42 s) du saros 141.
- 24 aout 2063 : éclipse totale[8] (5 min 49 s) du saros 136.
- 17 février 2064 : éclipse annulaire[9] (8 min 56 s) du saros 141.
- 11 mai 2078 : éclipse totale[10] (5 min 40 s) du saros 139.
- 4 novembre 2078 : éclipse annulaire[11] (8 min 29 s) du saros 144.
- 22 mai 2096 : éclipse totale[12] (6 min 07 s) du saros 139.
- 15 novembre 2096 : éclipse annulaire[13] (8 min 53 s) du saros 144.

### Autres phénomènes
- 7 mai 2003 : premier transit de Mercure du XXIe siècle.
- 8 juin 2004 : premier transit de Vénus du XXIe siècle.
Le précédent ayant eu lieu près de 122 ans auparavant, le 6 décembre 1882.
- 8 novembre 2006 : transit de Mercure (2e de ce siècle).
- 2009 : triple conjonction Jupiter-Neptune.
- 2010/2011 : triple conjonction Jupiter-Uranus.
- 6 juin 2012 : second (et dernier) transit de Vénus de ce siècle.
- 9 mai 2016 : transit de Mercure (3e de ce siècle).
- 11 novembre 2019 : transit de Mercure (4e de ce siècle).
- 21 avril 2024 : prochain retour prévu de la comète de 12P/Pons-Brooks.
- 2025/2026 : triple conjonction Saturne-Neptune.
- 13 avril 2029 : l'astéroïde (99942) Apophis (mieux connu initialement sous sa désignation provisoire de 2004 MN4) passera à ~30 000 km de la Terre.
- 13 novembre 2032 : transit de Mercure (5e de ce siècle).
- 2037/2038 : triple conjonction Jupiter-Uranus.
- 7 novembre 2039 : Transit de Mercure (6e de ce siècle).
- 2041/2042 : triple conjonction Mars-Uranus.
- 1er octobre 2044 : occultation de Régulus par Vénus. La précédente avait eu lieu le 7 juillet 1959.
Après 2044, la prochaine occultation de Régulus par Vénus aura lieu le 21 octobre 3187, quoique certaines sources indiquent le 6 octobre 2271.[réf. nécessaire]
- 2047/2048 : triple conjonction Jupiter-Neptune.
- 7 mai 2049 : transit de Mercure (7e de ce siècle).
- 9 novembre 2052 : transit de Mercure (8e de ce siècle).
- Juillet 2061 : prochain passage de la comète de Halley à son périhélie.
- 10 mai 2062 : transit de Mercure (9e de ce siècle).
- 2063 : triple conjonction Mars-Uranus.
- 11 novembre 2065 : transit de Mercure (10e de ce siècle).
- 22 novembre 2065 à 12:45 UTC : Vénus occultera Jupiter[14]. Cette occultation sera la première occultation d'une planète par une autre (vue de la Terre) depuis le 3 janvier 1818, qui était aussi une occultation de Jupiter par Vénus. Elle sera très difficile à observer, à cause de l'élongation de seulement 8° des 2 planètes vis-à-vis du Soleil.
- 2066 : triple conjonction Jupiter-Uranus.
- 15 juillet 2067 à 11:56 UTC : Mercure occultera Neptune[14]. Cet évènement rare sera très difficile à observer, d'une part de la faible élongation (solaire) de Mercure, et d'autre part de la magnitude de Neptune (magnitude ~9) qui est toujours supérieure (mais intensité lumineuse inférieure) à la limite de visibilité à l'œil nu (magnitude 6).
- 2071/2072 : triple conjonction Mars-Neptune.
- 14 novembre 2078 : transit de Mercure (11e de ce siècle).
- 2079 : triple conjonction Saturne-Uranus.
- 11 août 2079 à 01:30 UTC : Mercure occultera Mars[14].
- 10 novembre 2084 : Transit de la Terre (et de la Lune) visible depuis Mars, le premier et le seul dans ce siècle[15].
- 7 novembre 2085 : transit de Mercure (12e de ce siècle).
- 2085/2086 : triple conjonction Jupiter-Neptune.
- 27 octobre 2088 à 13:43 UTC : Mercure occultera Jupiter[14].
- 2088/2089 : triple conjonction Mars-Neptune.
- 2093 : triple conjonction Jupiter-Uranus.
- 7 avril 2094 à 10:48 UTC : Mercure occultera Jupiter[14].
- 8 mai 2095 : transit de Mercure (13e de ce siècle).
- 10 novembre 2098 : transit de Mercure (14e, et dernier, de ce siècle).
- 24 mars 2100 : l'étoile Polaris arrivera à sa plus grande proximité avec le pôle nord céleste de la Terre[16].

## Sport

### Jeux olympiques
- Jeux olympiques d'hiver de 2002 à Salt Lake City
- Jeux olympiques d'été de 2004 à Athènes
- Jeux olympiques d'hiver de 2006 à Turin
- Jeux olympiques d'été de 2008 à Pékin
- Jeux olympiques d'hiver de 2010 à Vancouver
- Jeux olympiques d'été de 2012 à Londres
- Jeux olympiques d'hiver de 2014 à Sotchi
- Jeux olympiques d'été de 2016 à Rio de Janeiro
- Jeux olympiques d'hiver de 2018 à Pyeongchang
- Jeux olympiques d'été de 2020 à Tokyo (organisées en 2021)
- Jeux olympiques d'hiver de 2022 à Pékin
- Jeux olympiques d'été de 2024 à Paris
- Jeux olympiques d'hiver de 2026 à Milan et Cortina d'Ampezzo
- Jeux olympiques d'été de 2028 à Los Angeles
- Jeux olympiques d'hiver de 2030 dans les Alpes françaises
- Jeux olympiques d'été de 2032 à Brisbane
- Jeux olympiques d'hiver de 2034 à Salt Lake City

### Coupe du monde de football
- Coupe du monde 2002 en Corée du Sud et au Japon : victoire du Brésil
- Coupe du monde 2006 en Allemagne : victoire de l'Italie
- Coupe du monde 2010 en Afrique du Sud : victoire de l'Espagne
- Coupe du monde 2014 au Brésil : victoire de l'Allemagne
- Coupe du monde 2018 en Russie : victoire de la France
- Coupe du monde 2022 au Qatar : victoire de l'Argentine
- Coupe du monde 2026 aux États-Unis, au Canada et au Mexique
- Coupe du monde 2030 en Espagne, Portugal, Maroc et en Argentine, Paraguay, Uruguay pour les matchs inauguraux
- Coupe du monde 2034 en Arabie saoudite

### Coupe du monde de rugby à XV
- Coupe du monde 2003 en Australie : victoire de l'Angleterre
- Coupe du monde 2007 en France : victoire de l'Afrique du Sud
- Coupe du monde 2011 en Nouvelle-Zélande : victoire de la Nouvelle-Zélande
- Coupe du monde 2015 en Angleterre : victoire de la Nouvelle-Zélande
- Coupe du monde 2019 au Japon : victoire de l'Afrique du Sud
- Coupe du monde 2023 en France : victoire de l'Afrique du Sud
- Coupe du monde 2027 en Australie

## Religion
- 2015 : en juin, publication de l’encyclique du pape François, Laudato si', sur l’écologie et la sauvegarde de la « maison commune », dont l’impact s’avère considérable, avec un autre événement la même année : la proclamation en septembre, des Objectifs de développement durable (ODD) qui guideront la communauté internationale jusqu’en 2030. Ces deux événements marqueront durablement l’histoire du développement international[17].